# Barzanò
Barzanò (Barzenò in dialetto brianzolo) è un comune italiano di 5 006 abitanti della provincia di Lecco in Lombardia.
È un centro industriale e agricolo situato a 20 km dal capoluogo in direzione sud-ovest, sulle colline tra l'Adda e il Lambro, nel territorio del Meratese. È posto a quasi uguale distanza da Como-Monza-Lecco, in un territorio verdeggiante sulle colline dell'alta Brianza dalle quali si gode un panorama suggestivo che spazia dal San Genesio al Resegone e alle Grigne, dai Corni di Canzo alla catena delle Alpi fra cui spicca il monte Rosa, alla immensa pianura lombarda fino ad arrivare agli Appennini.

## Storia

### Le origini
Si ha ragione di credere che l'area Barzanò fosse abitata sin dall'epoca preistorica, poiché nel 1905, nei pressi della stazione tranviaria allora esistente, venne ritrovata una tomba a cremazione, attribuita alla prima età del ferro, compresa fra il 1000 circa a.C. e l'invasione gallica del 400 a.C., prima che i Romani dessero un nome al luogo. Comunque, della civiltà gallica in Brianza poche sono le testimonianze rimaste, e nessuna si riferisce a Barzanò.
Del successivo periodo romano, invece, non mancano tracce notevoli, fra le quali le tombe a inumazione rinvenute nel 1959 fra Barzanò e la frazione di San Feriolo, lungo la strada provinciale (davanti al consorzio agrario), prive di qualsiasi segno cristiano, ma con un cospicuo corredo funebre con oggetti in terracotta verniciata, vetro, ferro, bronzo cesellato e piccoli oggetti di metallo, fra i quali sei monetine. Da ricordare, anche, fra le vestigia romane, due are votive sacrificali dedicate a Giove Summano con iscrizioni di cui non si è potuta stabilire la data, ma che si presume appartengano al III o IV secolo. Da queste are si rileva il nome di Novelliano Pandaro, al quale si riferisce una delle iscrizioni, appartenente a facoltosa famiglia romana.
Sia che Novelliano Pandaro verso la fine del IV secolo dimorasse in Barzanò, sia che vi si rifugiasse da Milano in una sua villa costruita nella località, a lui, alla sua famiglia e discendenti Barzanò deve la conservazione nei tempi, dell'impronta della sua romanità avendo mantenuto il titolo specifico di "Villa Barzanorum" anche durante le successive invasioni barbariche.
Nella sua opera fondamentale "Barzanò antica", dalla quale è tratto in gran parte questo profilo storico, don Rinaldo Beretta ricorda che, secondo quanto scrisse il Mantovani, "negli andati tempi il villaggio di Barzanò era più popolato ed esteso e costituiva pertanto un importante "pagus" della regione decima ai tempi della romana repubblica", Il culto pagano a Barzanò durò per lo meno fin quasi alla fine del IV secolo, conservato si ritiene, appunto da Novelliano Pandaro, signore latifondista del luogo. Come riporta di terza mano il Beretta, secondo il Galvano Fiamma, Barzanò fu una delle otto città dell'Insubria. Con il secolo V incomincia il grande periodo delle invasioni barbariche nell'impero romano, iniziate in Italia nel 401 con Alarico e i Visigoti e terminata con i Longobardi, calati nella penisola nel 568 e che, delle invasioni barbariche, fu quella che durò a lungo scomparendo soltanto nel 774, con la conquista del regno longobardo per opera di Carlo Magno.
Secoli di stragi, devastazioni, violenze e lotte caratterizzarono il lungo periodo, ponendo in fuga gran parte delle popolazioni. Con l'avvento dei Longobardi, molte famiglie di questi si erano stabilite in Brianza, dove ebbero corti e ville con poderi e vigneti e soprattutto boschi. Non si ha, però, notizia che in Barzanò avesse preso sede una famiglia longobarda perché il tempo, l'incuria degli uomini e l'indifferenza generale non hanno conservato né documenti, né testimonianze, né memorie di quei tempi fortunosi e lontani della nostra storia. Si può dire, perciò, che dal V secolo sino al primo quarto dell'XI su Barzanò si sia disteso un velo di oscurità, benché il villaggio abbia sicuramente continuato a vivere secondo la tarda tradizione romana. Il Beretta scrive, a questo proposito, che "probabilmente il latifondo di Novelliano Pandaro si sarà trasformato in corte dei Longobardi e successivamente, in feudo".
Il documento più antico, anzi l'unico che si conosca di quei lontanissimi tempi e nel quale il nome di Barzanò viene fatto per la prima volta, è un diploma del 4 ottobre 1015 con il quale l'imperatore e re d'Italia Enrico II donava, da Maresburg, ad Alberico Vescovo di Como e ai suoi successori, con facoltà di tenere, conservare o alienare, la corte di Barzanò con tutte le sue dipendenze, confiscata ai ribelli Ugo e Berengario, figli del conte Sigifredo cui la corte era venuta ad appartenere.

### Dal Medioevo, castelli e ville
Del castello di Barzanò, di quando sia stato costruito e di quali avvenimenti sia stato teatro, non si hanno che congetture poiché mancano dati e testimonianze sicure. Si ha solo notizia che nel 1222 l'esercito popolare milanese agli ordini del podestà Ardigozzo Marcellino, fra gli altri castelli, avrebbe distrutto anche quello di Barzanò, del quale è giunto a noi solo il vecchio, imponente avanzo di torrione, rimasto nella villa già dei nobili Nava, passato successivamente in proprietà dei Moizzi.
Nel 1860 si rinvennero i resti delle antiche mura dallo spessore di due braccia e mezzo che avevano una doppia porta, l'esterna era a ponte levatoio. Si dice che il castello fosse fiancheggiato da 15 robuste torri e da formidabili spalti, e sicuramente occupava tutto lo spazio della collina, inglobando anche l'antica chiesa di S. Salvatore.
Comunque, si può ritenere che Barzanò medievale consistesse nel castello signorile con poche casupole attorno ad altre sparse nel territorio della corte. Nessun documento è giunto a noi per dirci quando e da chi fosse stato costruito il castello. Si crede eretto da un certo Rothfurt scudiero di Astolfo penultimo re dei Longobardi, da questi creato conte perché nella battaglia della Chiusa delle Alpi contro re Pipino, ferito, fu da lui sottratto alla mischia e a morte certa.
L'unica notizia sicura, è che alla fine del X secolo il conte Sigifredo, ricchissimo e potentissimo signore, di discendenza franco-borgognona, sceso in Italia dopo la caduta del regno longobardo, oltre a molti beni nel Varesotto e fuori del Milanese, possedeva anche la corte di Barzanò, ma in quale anno egli fosse venuto in possesso della corte e perché è del tutto ignoto. Si ritiene probabile che la sua morte sia avvenuta alla fine del X secolo, lasciando la successione ai figli Ugo, conte, e Berengario prete fautori di re Arduino.
Questi furono spodestati e cacciati in esilio dall'imperatore tedesco Enrico II nominatosi Re d'Italia nel 965. Alberico Vescovo di Como, elettore di Enrico II, pensò bene di appropriarsi del feudo dei profughi, perciò recatosi a Maresburg, ottenne dall'imperatore l'investitura con diritto di vendere, alienare, ecc. la corte di Barzanò, con diploma del 4 novembre 1015: cosa che Alberico non tardò a fare, dato che negli archivi non c'è traccia di alcuno suo atto di autorità. Possiamo dire che con questa carta Barzanò entra nella storia della Brianza ufficialmente, con tutto il suo vasto e fertile territorio, composto di terre colte e incolte, vigne, campi, pascoli, selve, mansi, masserizi, acque, mulini, case, servi e aldi, tutti elencati nel diploma.
Ciò che si sa è che tutto l'insieme patrimoniale di Barzanò costituiva, allora, un unico complesso, la "longobarda corte" la cui economia era costituita dai possedimenti terrieri e dal lavoro servile vincolato. In quell'epoca feudale "la corte", scrive il Beretta, "volgeva la sua vita in un regime chiuso. Ogni corte era come un piccolo mondo che bastava a sé stesso, producendo quel tanto che era necessario al consumo interno. In tal regime economico, non poteva esserci posto per una vera industria e un commercio; i pochi scambi occorrenti si svolgevano per lo più col baratto dei prodotti in natura e manufatti casalinghi e raramente in moneta. Di grande importanza, perciò, erano allora le grandi proprietà terriere laiche, ecclesiastiche e monastiche".
Con l'avvento dei liberi Comuni Lombardi, che daranno vita a un'economia più aperta ed espansiva, scrive ancora il Beretta «verranno di riflesso spezzandosi a poco a poco anche nelle campagne le barriere curtensi (da corte o cortile, spazio cintato intorno alla casa padronale); a un'economia naturale a mercato chiuso, subentrerà ben più largamente di prima, quella monetaria». Anche per Barzanò, il vasto podere con la casa padronale e le annesse proprietà, avrebbe assunto il significato di "villaggio".
Dopo la distruzione del castello avvenuta nel 1222, l'area occupata dallo stesso venne forse acquistata da un nobile milanese della famiglia dei Pirovano, già proprietaria di fondi in Barzanò.
Delle antiche famiglie della Barzanò medievale sono da ricordare, principalmente, quelle dei Nava e degli Origo di Torricella. I Nava provenivano dal villaggio di Nava, situato sul colle di Brianza, e diedero luogo a due casate: quella di Barzanò e l'altra di Monticello. Quella di Barzanò durò più a lungo, tanto da essere presente ancora nello scorcio del secolo XV, per estinguersi poi nei conti Lurani alla prima metà del XIX secolo. Sin dalla prima metà del Cinquecento era presente in Barzanò la famiglia Origo di Torricella, proveniente da Paderno Robbiate, che verso la metà del secolo XVIII sarebbe risultata la maggiore proprietaria terriera del comune di Barzanò.
Compresa nel contado della Martesana, agli inizi del Quattrocento, Barzanò divenne sede del Capitanato. Concessa in feudo ai Pozzo, nel 1650 riscattò la prima libertà dalla infeudazione, ma nel 1732 ne vennero ancora investiti i Nava.

### Anni recenti
Nel dopoguerra Barzanò compie un grande passo avanti, con un crescente sviluppo diversificato di tutta la sua struttura socioeconomica, che comporta, oggi, la presenza di una popolazione di oltre quattromila abitanti dei quali circa 1 300 attivi. Nascono nuove imprese artigiane e industriali, si arricchisce il settore commerciale, l'urbanizzazione realizza sviluppi edilizi che si accompagnano a quelli delle attività produttive.
Nasce una zona industriale destinata alla edificazione per le aziende artigiane e industriali e la rete delle comunicazioni si fa più completa, sia nell'ambito territoriale del comune, sia per quanto riguarda i collegamenti con le città e i comuni vicini.
Interventi urbanistici di grande importanza rinnovano la struttura e i servizi del paese: i nuovi complessi scolastici, la nuova Piazza del Mercato, il complesso consortile delle Piscine e il Centro Sportivo "Paolo VI".
Nel multiforme settore artigiano-industriale Barzanò vede presenti oggi, con le loro organizzazioni imprese di molti comparti produttivi: carpenterie metalliche, produzioni tessili, lavorazioni delle materie plastiche, imprese per la costruzione di macchine speciali, manufatti in cemento e rivestimenti plastici, semilavorati in legno, arredamento e produzioni alimentari. A queste numerose e moderne attività produttive, si affiancano quelle commerciali e di servizi.
Diminuita invece necessariamente, nella sua tradizionale importanza primaria, l'agricoltura oggi è presente nell'area barzanese soprattutto e prevalentemente, con colture di frumento, mais e foraggi.
Il gemellaggio con la cittadina della Francia centrale Mézières en Brenne, ha aperto ai barzanesi una finestra europea di proficui scambi culturali. I ragazzi hanno avuto la possibilità di vivere a Mézières esperienze nuove, mentre numerose famiglie di Barzanò hanno ospitato ragazzi francesi con la nascita di conoscenze e amicizie che continuano nel tempo.
Nel campo sportivo da questa cittadina sono venuti atleti che hanno avuto riconoscimenti nazionali. Grande merito ha la società sportiva Luciano Manara, che, nata nel lontano 1909 ha dato notevole contributo nella formazione di giovani sportivi in diverse discipline, ne sono un esempio Franco Lievore e Roberto Caremi, che alcuni anni fa hanno dato il loro apporto a compagini nei massimi campionati di calcio nazionale.
A fine anni settanta, Nando Spreafico valente meccanico e pilota automobilistico (figlio di Alberto, campione di motociclismo) ha raggiunto i massimi livelli nel campo delle quattro ruote, vincendo il campionato italiano per monoposto di Formula 3.
Nel campo artistico, talenti di grande qualità hanno avuto i natali e hanno lavorato a Barzanò, ne è un esempio Livio Cazzaniga, prolifico pittore tuttora attivo e Michele Vitaloni, scultore di fama internazionale.
Barzanò si inserisce, infine, in tutto il contesto socioeconomico del Lecchese in un'ottica di razionale, meditato e promettente sviluppo, che si riflette anche nell'ambito delle sue strutture scolastiche e dei servizi di utilità pubblica aprendo alla popolazione favorevoli prospettive per il proprio futuro.

## Simboli
Lo stemma è stato concesso con regio decreto del 25 aprile 1929.
(R.D. 25 aprile 1929)
Il gonfalone è un drappo troncato di rosso e di azzurro.

## Monumenti e luoghi d'interesse

### Architetture religiose

#### Chiesa di San Salvatore
Le origini della chiesa di San Salvatore risalgono alla tarda antichità. Allorché l'imperatore Gioviano fece chiudere i templi pagani e Teodosio I rese obbligatorio il culto cristiano nella città di Milano, parecchi patrizi gentili, tenaci della religione dei loro padri e dell'antico impero, si rifugiarono nei villaggi lombardi della Insubria per sacrificare agli antichi dei impunemente, edificando perciò sacelli, delubri e rifugi. Fra questi fuoriusciti un certo Novelliano Pandaro venne a stabilirsi verso il 381 nel pago di Barzanova, dove, per adempiere a un voto, eresse un delubro dedicato a Giove Summano. Questo delubro consisteva in origine in un corpo fabbrica quadrato di solidissime mura con finestrelle rettangolari a guisa di feritoie. In virtù della robusta costruzione, l'edificio poté resistere all'urto del tempo e delle vicende. Verso il 700 fu restaurato e ridotto a chiesa plebana, nella quale si praticava il battesimo per immersione.
Dalla forma delle colonne e dei capitelli e dalla struttura in cui è inserita la porta, si può pensare che l'edificio, come appare oggi, possa risalire a epoca longobarda, quando fu costruito il castello, poi distrutto nel 1220. Questa deduzione potrebbe spiegare anche il fatto che prima la chiesa, che sorgeva in cima al piccolo colle, ora si trovi su un fianco dell'altura che potrebbe essersi formata dall'accumulo delle macerie del castello distrutto. 
Inoltre, non è da escludere che la chiesa facesse parte proprio del complesso fortificato.
Nel corso dei secoli, l'edificio religioso ha subito alcuni ampliamenti e restauri: rifacimenti dei soffitti e ricostruzione del campanile (1611) per ordine del cardinale Federico Borromeo, sulle rovine del vecchio caduto nel 1550.
Nel corso del Novecento la chiesa fu sottoposta a radicale restauro, che portò alla scoperta dell'ampliamento ottenuto in epoca tardomedievale, con l'aggiunta della parte anteriore. Sulla facciata della piccola chiesa, sopra il portoncino d'ingresso, era ancora parzialmente visibile un affresco della Madonna con due angeli adoranti; il dipinto era decorato da una ghirlanda di melograni e viti, esempio della simbologia cristiana. Nella chiave del portale su una lapide bianca si legge un misterioso nome: "Qui fecit hoc opus appellatur Serin Petrus" ("colui che fece quest'opera si chiama Serin Petrus"). Più antiche sono invece la zona posteriore, internamente coperta a botte, e soprattutto la parte centrale, dove all'interno si trova una cupola retta da elementi portanti collocati internamente rispetto alle laterali esterne della chiesa. La datazione di quest'ultima parte non trova concordi gli studiosi: se alcuni la fanno risalire al VI secolo, altri ritengono che la cupola sia grossomodo coeva del portale d'ingresso istoriato, ossia del Duecento. 
All'interno sono rimasti i resti del battistero ottagonale del tardo XII secolo, con la vasca a immersione costruita in marmi rossi. Una cupola, ora andata perduta, sostenuta da otto colonnette in marmo bianco, copriva il battistero al quale si accedeva scendendo alcuni gradini. Un altro segno battesimale si trova scolpito nell'arcata del portone d'entrata, ove una testa di una capra simboleggia il peccatore che si appresta a espiare i propri peccati.  La chiesa conserva affreschi di epoche diverse, i quali coprono un periodo che va dal tardo X secolo al Quattrocento, con la zona del battistero a ospitare le decorazioni più antiche.

#### Chiesa parrocchiale di San Vito
Il primo sicuro accenno di una chiesa dedicata a san Vito in Barzanò resta tuttora quello del "Liber Notitiae" della fine del secolo XIII. Per i secoli precedenti nulla è rimasto a testimoniare l'esistenza di questa chiesa, ma si ha ragione di credere che in Barzanò non sia mancata prima del secolo X una piccola chiesa non battesimale e senza sacerdote, costruita dagli abitanti del luogo e dedicata ai santi martiri Vito e Modesto.
Finché la canonica col suo fonte battesimale si mantenne in efficienza, la vita religiosa di Barzanò si svolse presso la chiesa di san Salvatore, e sul suo sagrato si seppellivano i morti. Col successivo disgregarsi della Canonica la cura delle anime venne a poco a poco esercitandosi presso la chiesa di san Vito, chiesa vicana comunitaria, che nel 1398 si trova già dotata di un discreto beneficio con un proprio sacerdote cappellano, popolarmente eletto.
È col padre gesuita Leonetto Clavone, mandato dal cardinale Carlo Borromeo nel 1567, che si ha la prima descrizione della chiesa: era situata fuori dall'abitato, aveva una sola navata, misurava 15 braccia in lunghezza e altrettante in larghezza; conteneva tre altari sotto le rispettive cappelle a volta ed elevate da terra mediante un gradino; l'altare maggiore, con predella, aveva un tabernacolo in legno dipinto. Le altre due cappelle minori avevano l'altare ma senza paramenti; il restante della chiesa non aveva né volta né soffitto, ma era coperta solo di tegole e con pavimento in disordine. La casa parrocchiale si addossava alla chiesa verso mezzodì e a essa si accedeva per una porta che comunicava altresì con il campanile. La chiesa fu ampliata verso la fine del Seicento e ancora tra il Settecento e l'Ottocento.
Nel 1821, durante i restauri alla cappella della Beata Vergine del Rosario, venne scoperta un'ara romana dedicata a Giove Summano. Questo fece pensare che la chiesa fosse stata in origine un delubro pagano. 
Nel 1833-34, su disegno dell'architetto Biagio Magistretti, si iniziarono i lavori di allargamento a tre navate, e prolungamento a levante con altare, coro e sacrestia a mezzodì. L'interno con le cappelle venne ulteriormente rimaneggiato, così come la casa parrocchiale. 
Durante i lavori, sotto la chiesa vennero trovati diversi sepolcreti e dove si aprì la terza navata, venne rinvenuto il fondamento di un vecchio campanile con i resti di due piccole navate di precedenti cappelle. Inoltre furono trovate antiche muraglie sugli avanzi di altre ancora più antiche e muri di straordinaria grossezza appoggiati sopra colonne.
Dopo questo ampliamento, dell'antica chiesa non rimasero che la facciata e il campanile, se non che il lento ma continuo sviluppo del paese indusse, cento anni dopo, il parroco a eseguire un altro ampliamento col trasformare la chiesa alla forma di croce latina, prolungandola verso levante a ridosso della collina, su disegno dell'architetto bergamasco Giovanni Barboglio. 
La facciata della chiesa, semplice e disadorna, è forse rimasta come l'aveva descritta per la prima volta padre Leonetto nel 1567 e continua tuttora a rimanere tale nella sua antica bellezza.

### Architetture civili
- Torre del castello di Sigfrido (XI secolo), residuo del castello di Barzanò.[12]

### Altro

#### Tomba di Luciano Manara
La tomba del patriota e soldato Luciano Manara si trova a lato della provinciale che va verso Lecco. Sopra il bassorilievo che ritrae il giovane patriota (24 anni) sta una figura di donna velata che raffigura la madre (o forse la Patria) che piange il prode scomparso.
La costruzione in pietra grigia e bianca è edificata in stile romanico classico all'interno di un piccolo parco di cipressi ormai secolari. Nella cappella, oltre al monumento al giovane patriota, trovano posto, sui due lati alla base del muro, dieci lapidi in marmo bianco uguali tra loro, alcune portano i nomi delle sorelle di Luciano, Virginia in Manati e Deidamia, altre della moglie Carmelita Fè e dei tre figli dell'eroe.
L'epigrafe sul monumento recita: 

## Società

### Evoluzione demografica
- 441 nel 1751
- 761 nel 1771
- 823 nel 1805
- 1 906 nel 1809 dopo annessione di Cassago Brianza, Cremella e Oriano
- 1 355 nel 1853
- 1 462 nel 1861
- 1 702 nel 1881
- 2 133 nel 1901
- 2 420 nel 1921
- 5 726 nel 1931 dopo annessione di Cremella, Sirtori e Viganò nel 1928[13]
- 6 062 nel 1951

Abitanti censiti

### Etnie e minoranze straniere
Gli stranieri residenti nel comune sono 343, ovvero il 6,6% della popolazione. Di seguito sono riportati i gruppi più consistenti:
1. Marocco, 67
2. Albania, 57
3. Romania, 35
4. Perù, 24
5. Egitto, 21
6. Ucraina, 20

## Amministrazione

### Gemellaggi
- Mézières-en-Brenne[senza fonte]

## Infrastrutture e trasporti
Fra il 1880 e il 1915 la località ospitò una stazione della tranvia Monza-Barzanò-Oggiono, di cui fino al 1902 rappresentò il capolinea settentrionale provvisorio.